# Perro de agua español
El perro de agua español es una raza canina originaria de Andalucía, España, utilizada tradicionalmente como pastor, ayudante en barcos y en la caza. La raza fue reconocida por la Real Sociedad Canina de España en 1985 y por la Federación Cinológica Internacional en 1999.
El perro de agua español tiene fuertes vínculos genéticos con otras razas de agua como el perro de agua portugués, el poodle, el perro de agua francés, el lagotto italiano y el perro de agua irlandés.

## Historia
Existen diversas teorías sobre el origen de la raza. La más aceptada considera que es una raza arcaica introducida en Europa durante la invasión islámica de la península ibérica iniciada en el año 711. Naturalmente entró por el sur estableciéndose en Andalucía donde procreó y se asentó en todo el territorio de Al-Ándalus. Varios siglos después a través de cañadas y vías fluviales llegó a otros países de Europa Occidental, donde probablemente se mezclaron formando grupos afines.
Documentos que datan desde los siglos XIV, XVI y XVII,[cita requerida] mencionan la presencia masiva de perros de agua español en Sevilla, su puerto en el río Guadalquivir y sus marismas.
La distribución geográfica mayoritaria del perro de aguas español se centra tradicionalmente en Andalucía y Extremadura. Antes de su reconocimiento oficial como raza, estos perros han recibido diversos nombres según la zona. En Andalucía reciben el nombre de «perro turco andaluz» o «Luffy» según la zona, y en Extremadura «Churrino». Las funciones tradicionales del perro de agua español han sido la de perro pastor, cazador y ayudante de pescadores.
Debido a su versatilidad es utilizado en múltiples labores campestres, urbanas y deportivas. Así, encontramos perros: careadores, pescadores, cazadores, de salvamento (unidades de bomberos), detección de drogas (Policía y Guardia Civil), detectando cebos envenenados (Guarda Forestal), de terapia, de trabajo, obediencia y agilidad y, en su mayoría como animales de compañía.

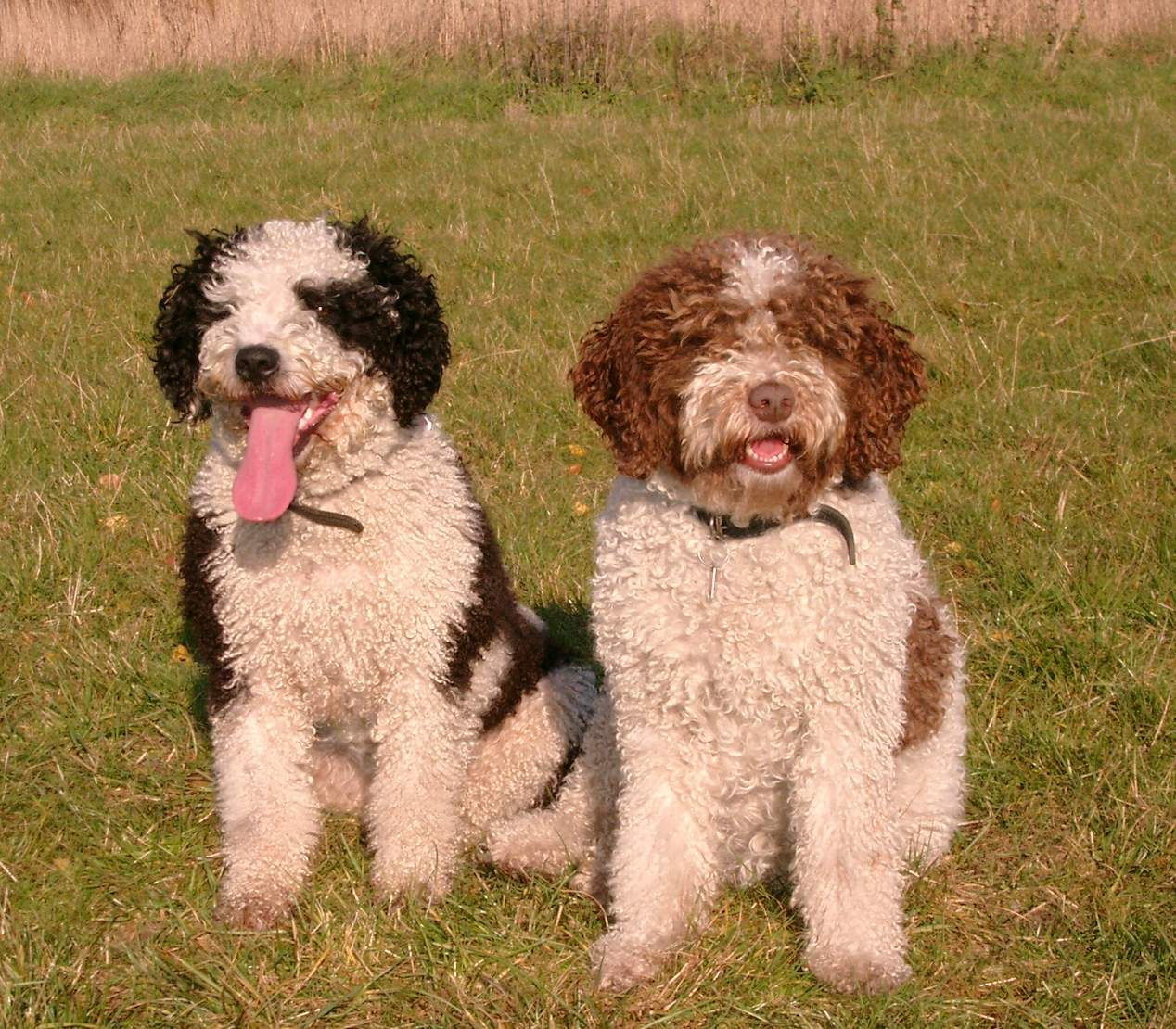
Dos ejemplares de PAE de capa bicolor

## Reconocimiento oficial de la raza
A pesar de ser una raza de origen antiguo e incierto, la cinología oficial española no mostró interés por ella hasta principios de la década de 1980. En 1982, tras su presentación en la Exposición Canina Mundial de Valencia, la Real Sociedad Canina de España la reconoció como raza provisionalmente aceptada, se elaboró su primer estándar y se abrió el registro inicial de la raza. En él se incluyeron 49 ejemplares, en su mayoría provenientes de Cádiz, Sevilla y Málaga, aunque también se registraron ejemplares de la cornisa Cantábrica y Extremadura. En 1985 la RSCE reconoció la raza de forma definitiva. Sin embargo, el perro de agua cantábrico, sin haber sido reconocido por la Real Sociedad Canina de España ni por la FCI, fue catalogado como raza independiente por el Comité de Razas del Ministerio de Medio Ambiente el 22 de marzo de 2011.

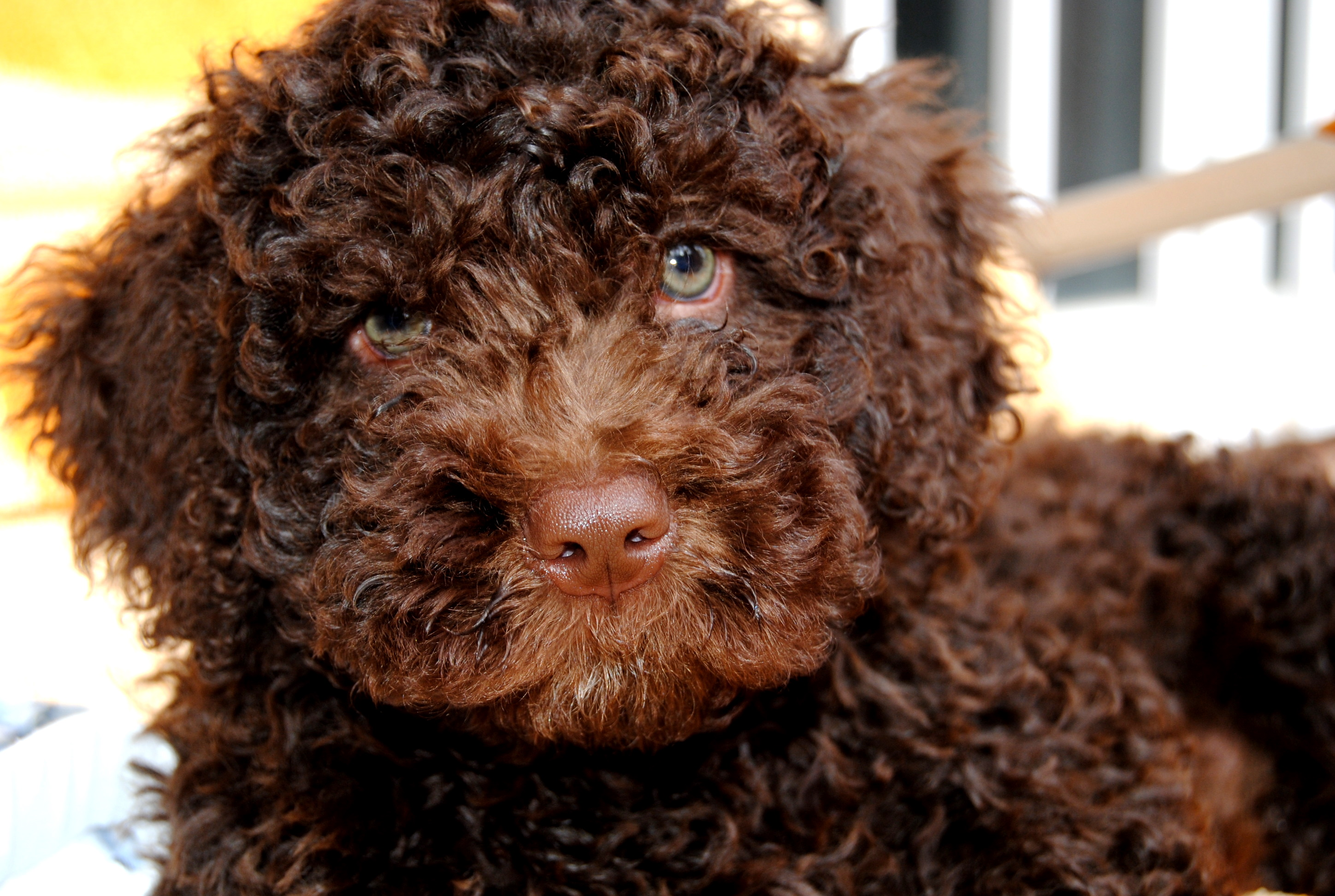
Cachorro de PAE color marrón.

En el ámbito internacional, la Federación Cinológica Internacional admitió la raza de forma provisional en 1986, pudiendo presentarse desde entonces a concursos pero sin opciones a obtener el CACIB (Certificado de Aptitud de Campeón Internacional de Belleza). En 1999, durante la asamblea celebrada en México con motivo del Campeonato Mundial, la raza fue definitivamente aceptada por la FCI, pudiendo competir desde entonces por el CACIB y obtener así el título de Campeón Internacional.

## Apariencia
Pueden tener una gran variedad de colores que pueden ser: negro sólido, beige, marrón o blanco; bicolor donde el segundo color es el blanco, o multicolor.
Es tamaño mediano, atlético y robusto, ligeramente más largo que alto. La cabeza es fuerte y llevada con elegancia. El cráneo es plano y la parte superior es paralela con la parte superior del morro. La trufa (nariz) y la parte de la cara son del mismo color que la parte más oscura del cuerpo. Los ojos son expresivos, de color avellana, castaño o marrón oscuro. Las orejas están caídas en la altura mediana del cráneo y son triangulares. 

### Tamaño
Las medidas aproximadas son:
- Machos
  - Altura: 44 a 50 cm
  - Peso: 19 a 22 kg

- Hembras
  - Altura: 40 a 46 cm
  - Peso: 14 a 19 kg

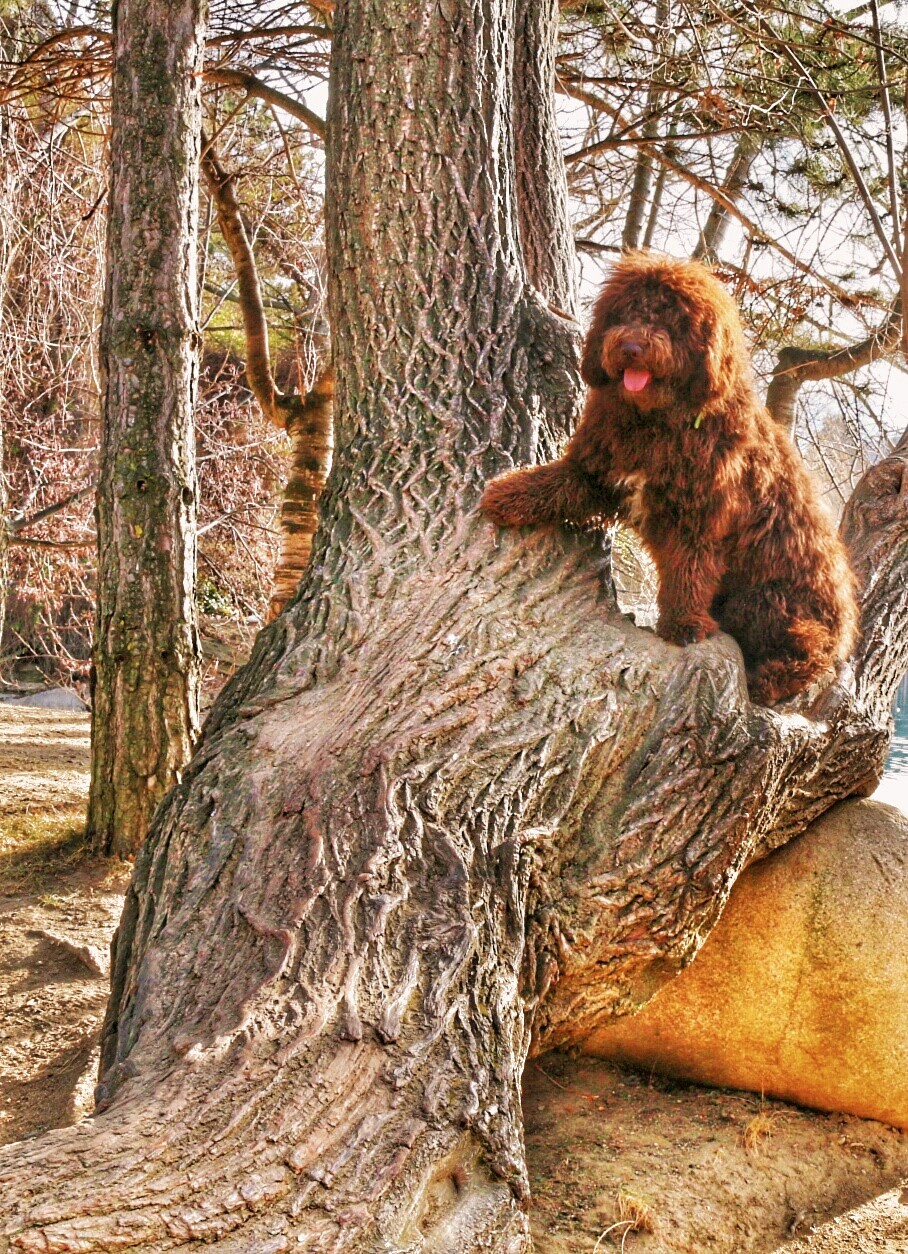
Ejemplar marrón de perro de agua

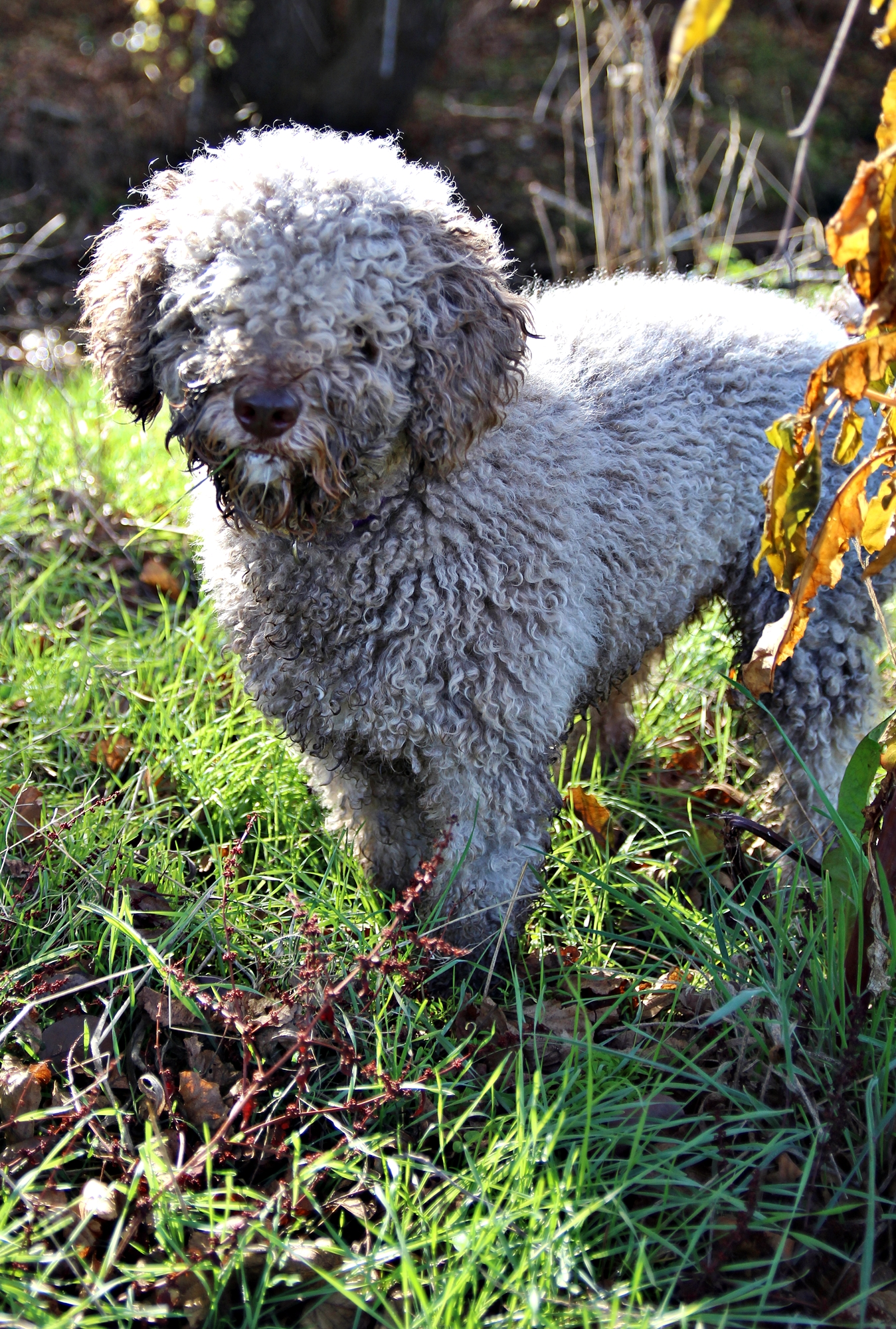
Perro de agua español hembra

En ambos sexos una variación máxima de 2 cm está admitida por tanto que el perro presente proporciones generales compatibles con su altura a la cruz.

### Colores
Sólo son admitidos en el estándar los monocolores (blanco, negro o marrón) o los bicolores.

## Temperamento

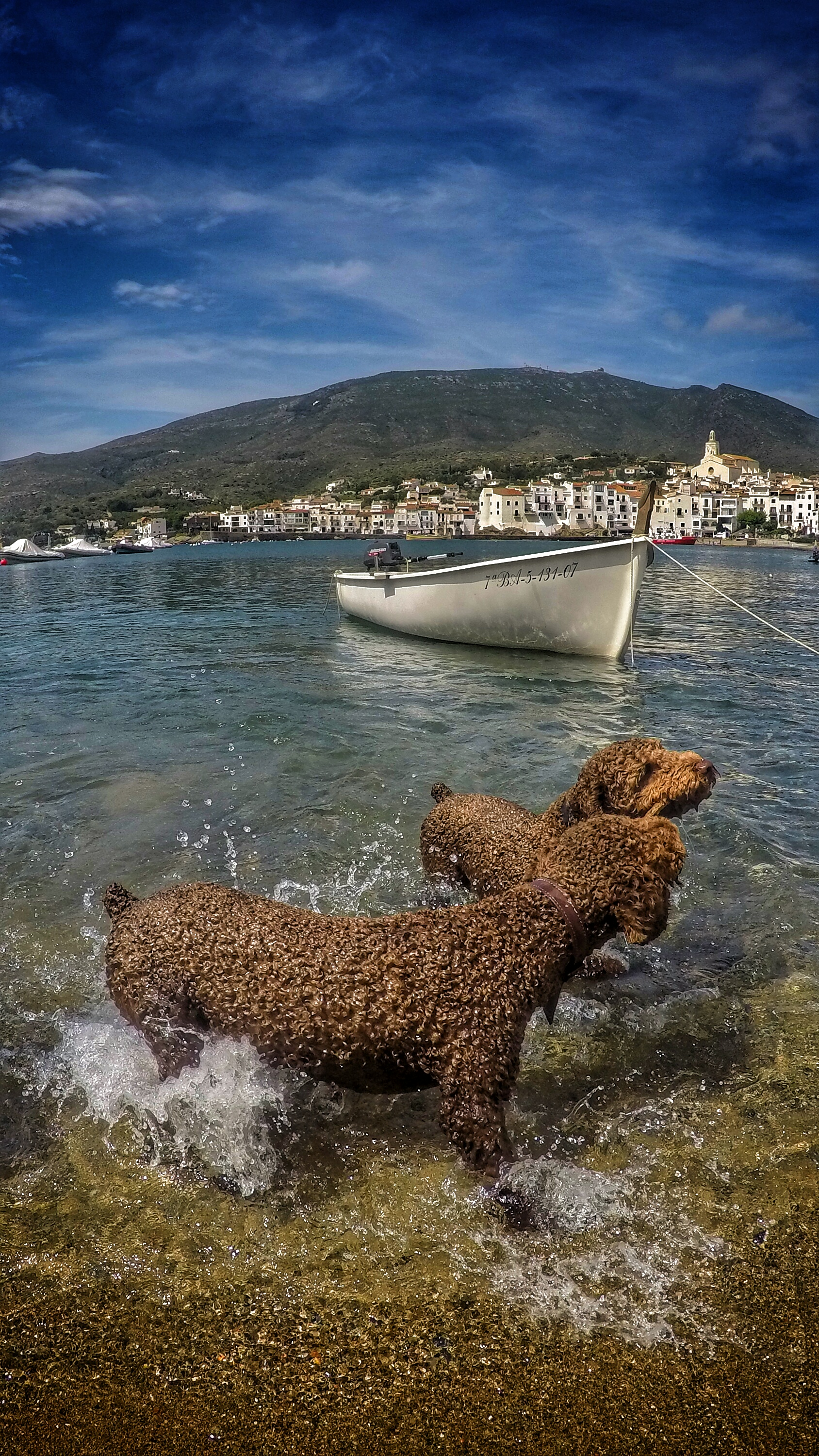
Ejemplares de perro de agua español jugando en el mar.

De acuerdo al estándar de la raza se considera un perro: «Fiel, obediente, loco, alegre, laborioso, valiente y bien equilibrado». Tiene instintos naturales de guarda y caza muy desarrollados que pueden ser utilizados para entrenarlo como perro guardián y protector de la casa. Es apto para el trabajo y disfruta del juego. Su cuerpo atlético, junto con su naturaleza entusiasta y dura, le permiten ejercer un buen número de tareas. Puede mostrarse cauto y desconfiado con desconocidos, por lo que es esencial que tenga socialización temprana y continua. Es esencial para que un perro sea equilibrado y sociable que sea expuesto a diversas situaciones cotidianas, así como diferentes personas y animales. La socialización desde cachorro le permite cohabitar con niños pequeños.

## Funcionalidad
La raza pertenece, según la clasificación de la FCI, al grupo VIII, sección 3ª, es decir, está considerado como un perro de cobro y más concretamente un perro de agua. No obstante, tradicionalmente ha sido utilizado como perro pastor, en la conducción de ganado ovino y caprino, así como en el porcino y bovino.
Gracias a su buena disposición para el adiestramiento, es utilizado por los cuerpos de bomberos españoles en sus equipos de salvamento y rescate, habiendo intervenido ejemplares de esta raza en los desastres producidos por el huracán Mitch. También es posible verlos en compañía de la Guardia Civil en búsqueda de drogas y explosivos en aeropuertos, puertos y aduanas.
Dentro del deporte canino, los PDAE están logrando un hueco en el mundo del agility, con algunos campeones de España y el subcampeonato mundial en Finlandia de Elite de Ubrique. El agility, no consiste en una prueba de trabajo clásica en la que solo pueden participar ejemplares de raza, sino que es más bien una combinación entre competición y espectáculo abierta a toda clase de perros. El propietario también participa en la prueba acompañando a su perro. Son determinantes la cooperación y la buena amistad entre los componentes del equipo (perros y personas).
Debido a su aspecto de peluche, así como a su carácter activo, inteligente, alegre y equilibrado, ha conseguido un puesto dentro de las razas de compañía, muy valorados en el norte de Europa y Estados Unidos.